# Syntrichia austro-africana
Syntrichia austro-africana là một loài Rêu trong họ Pottiaceae. Loài này được (W.A. Kramer) R.H. Zander miêu tả khoa học đầu tiên năm 1993.